# ICD-10
ICD-10 là phiên bản thứ 10 của Phân loại thống kê quốc tế về các bệnh tật và vấn đề sức khỏe liên quan (ICD), mã hóa y tế danh sách của Tổ chức Y tế Thế giới (WHO). Nó chứa các mã cho các bệnh, dấu hiệu và triệu chứng, phát hiện bất thường, khiếu nại, hoàn cảnh xã hội và các nguyên nhân bên ngoài của thương tích hoặc bệnh tật. Công việc biên soạn ICD-10 bắt đầu vào năm 1983, được chứng thực bởi Hội nghị Y tế Thế giới lần thứ 43 vào năm 1990, và lần đầu tiên được sử dụng bởi các quốc gia thành viên vào năm 1994.
Trong khi WHO quản lý và xuất bản phiên bản cơ sở của ICD, một số quốc gia thành viên đã sửa đổi nó để phù hợp hơn với nhu cầu của họ.  Trong phân loại cơ sở, bộ mã cho phép hơn 14.000 mã khác nhau và cho phép theo dõi nhiều cái mới chẩn đoán so với trước ICD-9. Thông qua việc sử dụng các phân loại phụ tùy chọn, ICD-10 cho phép đặc hiệu về nguyên nhân, biểu hiện, vị trí, mức độ nghiêm trọng và loại chấn thương hoặc bệnh. Các phiên bản phù hợp có thể khác nhau theo một số cách và một số phiên bản quốc gia đã mở rộng bộ mã hơn nữa; với một số đi xa để thêm mã thủ tục. ICD-10-CM, ví dụ, có hơn 70.000 mã.
WHO cung cấp thông tin chi tiết về các ICD qua trang web của mình – bao gồm một trình duyệt trực tuyến ICD-10 và tài liệu đào tạo của ICD. Đào tạo trực tuyến bao gồm một diễn đàn hỗ trợ, một công cụ tự học và hướng dẫn sử dụng.